# Werner Hilgemann
Werner Hilgemann (* 3. Januar 1921 in Münster; † 14. Februar 2004 in Bielefeld) war ein deutscher Lehrer, Kartograf und Sachbuchautor.

## Leben
Hilgemann studierte an den Universitäten von Marburg, Leipzig und Münster Geschichtswissenschaft, Germanistik und evangelische Theologie auf Lehramt. 1955 ließ er sich in Bielefeld nieder und war seitdem am Max-Planck-Gymnasium Bielefeld als Lehrer für Geschichte und Deutsch eingestellt.
Neben seiner Lehrtätigkeit veröffentlichte Hilgemann zahlreiche Sachbücher zur Geschichte. Sein bekanntestes Werk ist der zweibändige Dtv-Atlas Weltgeschichte, den er zusammen mit seinem Kollegen Hermann Kinder erstmals 1964 veröffentlichte, der seitdem mehrfach aktualisiert wurde und eine Auflage von mehr als fünf Millionen Exemplaren erfuhr. Außerdem veröffentlichte er zahlreiche Transparentfolien für die Tageslichtprojektion mit Arbeitsblättern, vor allem gemeinsam mit seinem Schulkollegen Günter Kettermann. Zudem arbeitete er als Kartograf. Seit den 1960er Jahren erschienen über Jahrzehnte – wiederum meist in enger Zusammenarbeit mit Günter Kettermann – zahlreiche Schulwandkarten zur Geschichte und Religion bei Justus Perthes’ Geographischer Verlagsanstalt in Darmstadt. Viele Titel wurden teils über Jahrzehnte vom Justus Perthes Verlag angeboten und auch im Ausland verkauft, da diese Kartendarstellungen in Form und Inhalt einzigartig waren.
Hilgemann verstarb im Alter von 83 Jahren in Bielefeld nach längerer Krankheit.

## Werke (Auswahl)

### Hauptwerke
- Manfred Hergt, Hermann Kinder, Werner Hilgemann, Harald Bukor, Ruth Bukor, Werner Wildermuth (Illustrationen): dtv-Atlas zur Weltgeschichte. Von den Anfängen bis zur Gegenwart. dtv, 2006, ISBN 978-3-423-08598-4. (Aktuelle Ausgabe in einem Band)
- Hermann Kinder, Werner Hilgemann: Pipers Weltgeschichte in Karten, Daten, Bildern. Piper Verlag, 1970.
- mit Günter Kettermann und Manfred Hergt: dtv-Perthes-Weltatlas. Großräume in Vergangenheit und Gegenwart. 14 Bände, Deutscher Taschenbuch Verlag/Justus Perthes Geographische Verlagsanstalt, München/Darmstadt 1973–1980.

### Schulwandkarten
- Die Weimarer Republik 1918–1933 (1 : 600 000; 252 × 200 cm). Schulwandkarte, mit Erläuterungstext. Justus Perthes Geographische Verlagsanstalt Darmstadt, 1962.
- Deutschland unter der Hitler-Diktatur 1933–1945 (1 : 600 000; 252 × 200 cm). Schulwandkarte. Justus Perthes Geographische Verlagsanstalt Darmstadt, 1961.
- Deutschland nach dem 2. Weltkrieg 1945–1965 (1 : 600 000; 252 × 200 cm). Schulwandkarte. Justus Perthes Geographische Verlagsanstalt Darmstadt, 1965.
- Deutschland nach dem 2. Weltkrieg 1945–1975 (1 : 600 000; 252 × 200 cm). Schulwandkarte. Justus Perthes Geographische Verlagsanstalt Darmstadt, überarbeitete und ergänzte Neuauflage, 1975.

- Afrika: Die koloniale Aufteilung bis 1939 (1 : 7 000 000; 148 × 173 cm) Schulwandkarte. Zusammen mit Wiltrud Hilgemann. Justus Perthes Geographische Verlagsanstalt Darmstadt, 197?.
- Afrika: Die neuen Staaten nach 1945 (bis 1970) (1 : 7 000 000; 148 × 173 cm) Schulwandkarte. Zusammen mit Wiltrud Hilgemann. Justus Perthes Geographische Verlagsanstalt Darmstadt, 197?.

- Die Sowjetunion 1917–1939 (1 : 4 800 000; 210 × 122 cm) Schulwandkarte. Zusammen mit Wiltrud Hilgemann. Justus Perthes Geographische Verlagsanstalt Darmstadt, 197?.
- Die Sowjetunion 1939–1970 (1 : 4 800 000; 210 × 122 cm) Schulwandkarte. Zusammen mit Wiltrud Hilgemann. Justus Perthes Geographische Verlagsanstalt Darmstadt, 197?.

- Das Werden der Vereinigten Staaten bis 1783 (1 : 2 500 000; 210 × 140 cm) Schulwandkarte. Zusammen mit Wiltrud Hilgemann. Justus Perthes Geographische Verlagsanstalt Darmstadt, 1965.
- Die Entwicklung der Vereinigten Staaten im 19. und 20. Jh. (1 : 2 500 000; 210 × 140 cm) Schulwandkarte. Zusammen mit Wiltrud Hilgemann. Justus Perthes Geographische Verlagsanstalt Darmstadt, 196?.

- Europa 1799–1815: Die Umgestaltung durch Napoleon I. (1 : 3 800 000; 156 × 140 cm) Schulwandkarte. Zusammen mit Wiltrud Hilgemann. Justus Perthes Geographische Verlagsanstalt Darmstadt, 197?.
- Europa 1815–1829: Neuordnung durch den Wiener Kongreß (1 : 3 800 000; 156 × 140 cm) Schulwandkarte. Zusammen mit Wiltrud Hilgemann. Justus Perthes Geographische Verlagsanstalt Darmstadt, 197?.
- Europa 1830–1847: Die Julirevolution und ihre Folgen (1 : 3 800 000; 156 × 140 cm) Schulwandkarte. Zusammen mit Wiltrud Hilgemann. Justus Perthes Geographische Verlagsanstalt Darmstadt, 197?.
- Europa 1871–1890: Bündnissysteme Bismarcks (1 : 3 800 000; 156 × 140 cm) Schulwandkarte. Zusammen mit Wiltrud Hilgemann. Justus Perthes Geographische Verlagsanstalt Darmstadt, 197?.
- Europa 1892–1914: Bündnisse (1 : 3 800 000; 156 × 140 cm) Schulwandkarte. Zusammen mit Wiltrud Hilgemann. Justus Perthes Geographische Verlagsanstalt Darmstadt, 197?.
- Europa 1919–1937: Krise der Demokratie (1 : 3 800 000; 156 × 140 cm) Schulwandkarte. Zusammen mit Wiltrud Hilgemann. Justus Perthes Geographische Verlagsanstalt Darmstadt, 197?.
- Europa 1937–1945: Expansion Hitlers (1 : 3 800 000; 156 × 140 cm) Schulwandkarte. Zusammen mit Wiltrud Hilgemann. Justus Perthes Geographische Verlagsanstalt Darmstadt, 197?.
- Europa 1945–1975: Integrationspolitik (1 : 3 800 000; 156 × 140 cm) Schulwandkarte. Zusammen mit Wiltrud Hilgemann. Justus Perthes Geographische Verlagsanstalt Darmstadt, 197?.

- Die Welt 1415–1615: Europäische Entdeckungen und frühe Kolonialreiche (1 : 12 000 000; 280 × 170 cm) Schulwandkarte. Zusammen mit Günter Kettermann. Justus Perthes Geographische Verlagsanstalt Darmstadt, 198?.
- Die Welt 1615–1763: Das Zeitalter der neuen Kolonialreiche (1 : 12 000 000; 280 × 170 cm) Schulwandkarte. Zusammen mit Günter Kettermann. Justus Perthes Geographische Verlagsanstalt Darmstadt, 198?.
- Die Welt 1763–1860: Das Zeitalter der Revolutionen (1 : 12 000 000; 280 × 170 cm) Schulwandkarte, mit Erläuterungstext. Zusammen mit Günter Kettermann. Justus Perthes Geographische Verlagsanstalt Darmstadt, 198?.
- Die Welt 1860–1914: Das Zeitalter des Imperialismus (1 : 12 000 000; 280 × 170 cm) Schulwandkarte, mit Erläuterungstext. Zusammen mit Günter Kettermann. Justus Perthes Geographische Verlagsanstalt Darmstadt, 198?.
- Die Welt 1919–1939: Zwischen den Weltkriegen (1 : 12 000 000; 280 × 170 cm) Schulwandkarte, mit Erläuterungstext. Zusammen mit Günter Kettermann. Justus Perthes Geographische Verlagsanstalt Darmstadt, 198?.
- Die Welt 1945–1980: Nach dem 2. Weltkrieg (1 : 12 000 000; 280 × 170 cm) Schulwandkarte, mit Erläuterungstext. Zusammen mit Günter Kettermann. Justus Perthes Geographische Verlagsanstalt Darmstadt, 198?.

- Palästina – Land der Bibel (1 : 200 000; 124 × 160 cm). Schulwandkarte. Justus Perthes Geographische Verlagsanstalt Darmstadt, 1964.
- Das Frühe Christentum (Drei Teilkarten: Palästina – Land der Bibel 1 : 200 000 (andere Darstellung als o. g. Wandkarte), Die Reisen des Apostels Paulus 1 : 2 000 000, Die Ausbreitung des Christentums bis ins 5. Jh. 1 : 4 500 000; 220 × 174 cm). Schulwandkarte. Justus Perthes Geographische Verlagsanstalt Darmstadt, 196?.

### Transparentfolien für die Tageslichtprojektion, mit Arbeitsblättern
- Sowjetunion: Sozio-ökonomische Wandlungen. Zusammen mit Günter Kettermann. Justus Perthes Geographische Verlagsanstalt Darmstadt, 1979.
- Europa 1890–1907. Zusammen mit Günter Kettermann. Justus Perthes Geographische Verlagsanstalt Darmstadt, 1979.
- Die Welt 1615–1763: Die koloniale Ausbreitung der europäischen Mächte. Zusammen mit Günter Kettermann. Justus Perthes Geographische Verlagsanstalt Darmstadt, um 1980.
- Die Welt: Grenzveränderungen und Grenzkonflikte 1945–1975. Mit didaktischen Hinweisen. Zusammen mit Günter Kettermann. Justus Perthes Geographische Verlagsanstalt Darmstadt, um 1980.
- Geschichte der Schweiz. Zusammen mit Günter Kettermann und Karl Heinz Flatt. Justus Perthes Geographische Verlagsanstalt Darmstadt, um 1980.